# Museum of Sex
Il Museum of Sex, noto anche come MoSex, è un museo dedicato alla sessualità e al sesso situato al 233 della Fifth Avenue, all'angolo della East 27th Street a Manhattan. È stato inaugurato il 28 settembre 2002. Al suo interno ospita opere ed esposizioni inerente la storia della sessualità nelle varie culture umane.
Nel 2009, il museo ha avviato un progetto di espansione spostando il suo ingresso dalla 27th Street alla Fifth Avenue, raddoppiando inoltre la sua superficie e aumentato le dimensioni del museo di un piano, oltre ad aggiungere un'altra galleria.